# Neoeukobelea mayarami
Neoeukobelea mayarami is een vliesvleugelig insect uit de familie Torymidae. De wetenschappelijke naam is voor het eerst geldig gepubliceerd in 1991 door Lal, Farooqi & Husain.